# Maria Dolors Bargalló i Serra
Maria Dolors Bargalló i Serra (Barcelona, 31 d'agost de 1902 – Ciutat de Mèxic, 2 d'agost de 1980) fou una política catalana.

## Biografia
Els seus pares eren Josep Bargalló i Creus, de Gelida, i Dolors Serra i Basas, de Vilacolum. Estudià a l'Institut de la Dona que Treballa i treballà primer com a modista i després fou funcionària de l'Ajuntament de Barcelona.
Durant la dictadura de Primo de Rivera va militar a Estat Català, col·laborà escrivint articles de temàtica feminista a La Humanitat i L'Opinió, i el 1931 va ingressar a Esquerra Republicana de Catalunya. També s'incorporà aleshores al Club Femení i d'Esports de Barcelona, que promovia alhora la formació física i cultural de les dones. El 1932 fou nomenada secretària de la secció femenina de la Joventut Nacionalista La Falç, aleshores ja adherida a ERC. Aquell mateix any fou nomenada secretària del Comitè Central del Front Únic Femení Esquerrista de Catalunya que va promoure l'organització de les dones d'ERC. Va participar força activament en la recollida de signatures a favor de l'Estatut d'Autonomia de Catalunya i a favor del vot femení a les eleccions al Parlament de Catalunya de 1932 amb Anna Murià i Romaní i Núria Montserrat Oromí. L'any 1934 també participà en el Congrés Mundial Femení contra la Guerra i el Feixisme.
Va ser elegida presidenta de la Unió de Dones de Catalunya en el marc del Primer Congrés Nacional de la Dona de 1937, demostrant els seus dots d'oradora en el míting del Dia Internacional de la Dona Antifeixista del mateix any. Des de la Unió de Dones es proposà lluità per la igualtat laboral de la dona, la supressió de la prostitució, la protecció de la salut tant de les mares com dels nens, i per la millora de l'educació, de la formació professional i de l'assistència social de les dones en la rereguarda. El 1938 formà part d'una comissió que visità la Unió Soviètica.
En acabar la Guerra civil espanyola es va exiliar a França i després a Mèxic, on arribà en el vaixell Ipanema. Allí va trobar feina com a mecanògrafa de la fàbrica de teixits La Alpina i després treballà com a agent de vendes de la fàbrica de filats La Hormiga, a Puebla. Membre activa de la Comunitat Catalana de Mèxic i membre de l'Orfeó Català de Mèxic des de 1945, es feu responsable del programa radiofònic L'hora catalana a la ràdio pública mexicana, i fins al 1962 a l'emissora XESM. El setembre de 1953 formà part del secretariat de la comissió organitzadora de la Conferència Nacional Catalana a Mèxic.